# Filoktet
Filoktet (tudi Filoktetes) [filoktét/filoktétes] (starogrško Φιλοκτήτης: Filoktétes) je v grški mitologiji sin kralja Poiasa (Meliboja (Melibee), Tesalija); bil je Heraklejev prijatelj.
Ker je napravil grmado, na kateri je bil sežgan Heraklej, mu ja ta v zahvalo zapustil lok in puščica. Filoktetes se je odpravil v trojansko vojno, toda na poti tja ga je na otoku posvečenemu boginji Hrisi pičila kača, zaradi česar se mu je pojavila smrdljiva rana, ki je ovirala Grke pri molitvah in darovanju, zato so ga odvrgli na otoku Lemnos. Toda, ker je bilo prerokovano, da Grki ne bodo zmagali brez njegovega loka, sta se po 10 letih Odisej in Neoptolem odpravila po njega. Pripeljala sta ga pred Trojo, kjer se je pozdravil in v boju ubil Parisa.